# 泽尼特站
泽尼特站（羅馬化：Zenit）是聖彼得堡地鐵涅瓦－瓦西利島線的一個車站，位處十字架島的最西端。此站在2018年5月26日啟用以配合聖彼得堡在十字架體育場舉辦2018年國際足協世界盃的客流量需求。本站是2018年俄羅斯聯邦境内極少數初開通就設有現代化的自動開關玻璃月台幕門的車站，另一個即是同日開通的鄰站貝戈瓦亞。
2018年開通至2020年8月19日之間本站稱「新十字架」（羅馬化：Novokrestovskaya），改名是順應十字架體育場主場球隊泽尼特足球俱乐部的游說。